# 酵素活性化剤

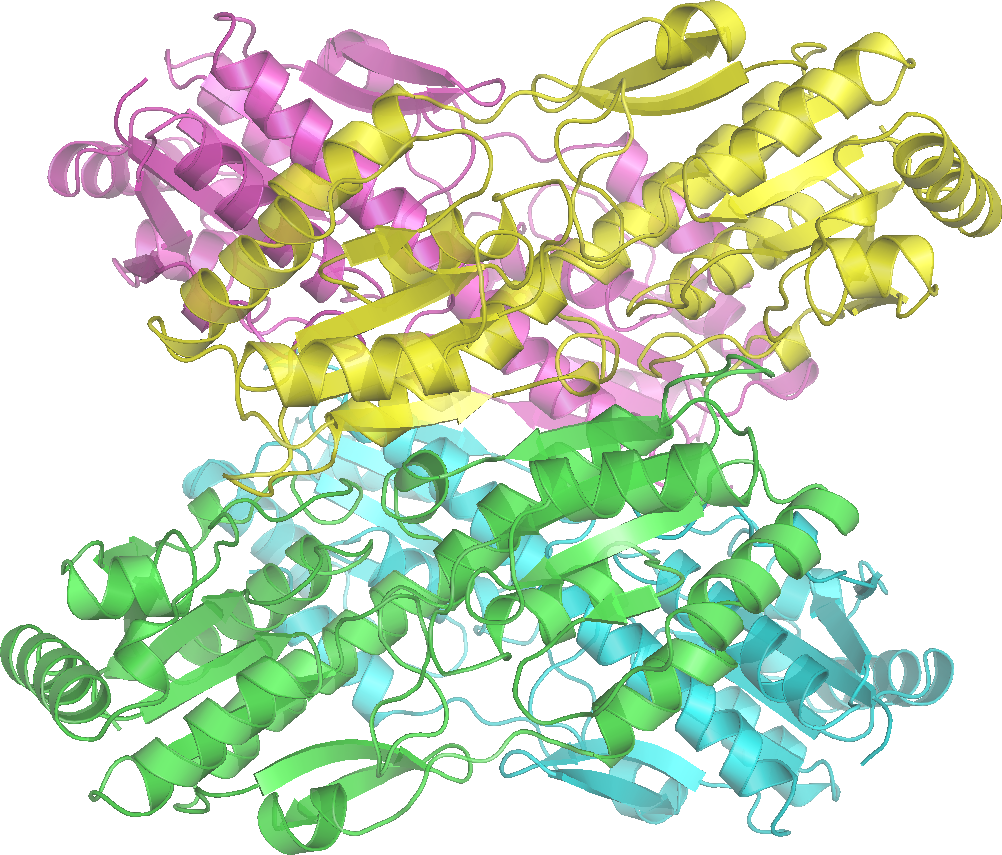
グラム陽性菌バチルス・ステアロサーモフィルスのホスホフルクトキナーゼ

酵素活性化剤（こうそかっせいかざい、英: enzyme activators）は、酵素に結合してその活性を高める分子である。それは酵素阻害剤の正反対である。これらの分子は、代謝を制御する酵素のアロステリック調節にしばしば関与する。このように機能する酵素活性化剤の例として、ホルモンのグルカゴンに反応して、ホスホフルクトキナーゼ1を活性化し、解糖速度を増加させるフルクトース2,6-ビスリン酸がある。基質が活性化剤として働く場合があり、酵素の1つの触媒サブユニットに基質が結合すると、これが基質親和性と酵素の他のサブユニットの触媒活性の増加を引き起こす。

## 事例

### ヘキソキナーゼ-I
ヘキソキナーゼI（HK-I）は、グルコースを解糖経路に引き込むため、酵素活性化剤となる。それはグルコースをリン酸化して、グルコース-6-リン酸（G6P）を生成物として放出する機能を持つ。HK-Iは、グルコースの活性化を解糖系へ伝達するだけでなく、グルコースを細胞内に拡散しやすくするために低いグルコース濃度を維持する。この分子は、α-ヘリックスを介して結合する2つの触媒ドメイン（N末端ドメインとC末端ドメイン）からなる。N末端はC末端のアロステリック調節因子として働き、C末端は触媒活性に関与する唯一のものである。HK-IはG6Pの濃度によって制御され、G6Pはフィードバック阻害剤として作用する。G6P濃度が低いとHK-Iは活性化され、G6P濃度が高いとHK-Iは抑制される。

### グルコキナーゼ
グルコキナーゼ（GK）は、グルコースをグルコース-6-リン酸（G6P）にリン酸化することで、解糖系を助ける酵素である。これはヘキソキナーゼのアイソザイムであり、主に膵臓のβ細胞に存在するほか、解糖作用によりグルコース誘発性のインスリン分泌を引き起こす肝臓、腸、脳の細胞でも見られる。グルコキナーゼ活性化剤は、肝臓でのグルコースの取り込みを促進し、膵臓のβ細胞でのインスリン分泌を増加させることにより、血糖値を低下させる。そのため、2型糖尿病の患者では、グルコキナーゼおよびグルコキナーゼ活性化剤が治療の中心となっている。グルコキナーゼにはグルコキナーゼ調節タンパク質（GKRP）が結合する単一のアロステリック部位が存在し、GKRPは細胞内のグルコース濃度が低いときに核内で不活性化型構造に対して結合している。しかし、細胞内のグルコース濃度が上昇すると、グルコキナーゼ-GKRP複合体は解離し、GKは細胞質へと進み、そこでグルコースをリン酸化する。細胞内に豊富に存在するグルコースは、グルコキナーゼの酵素活性化剤として働く。β細胞や肝細胞でグルコキナーゼが活性化されると、グルコースが取り込まれグリコーゲンの産生をもたらす。このβ細胞の活性化によりインスリンが分泌され、筋肉にグリコーゲンとして蓄積するグルコースの取り込みが促進する。

## 参照項目
- 酵素誘導剤 - 主に酵素をコードする遺伝子の発現を増加させることで酵素活性を高める物質。(酵素活性化剤とは作用機序が異なる)
- 酵素阻害剤
- エフェクター（生物学）